# المحطة الحرارية (جندر)
المحطة الحرارية أو محطة توليد الطاقة الكهربائية في جندر هي محطة توليد طاقة كهربائية تقع الشركة على بعد 30 كم جنوب مدينة حمص و130 كم شمال دمشق، وهي إحدى المحطات المسؤولة عن تزويد البلاد بالطاقة الكهربائية.

## مكونات المحطة ومواصفاتها
تتألف المحطة من أربع مجموعات توليد غازية استطاعة كل منها 118.5 ميغا وات ومجموعتين بخاريتين استطاعة كل منهما 114 ميغا وات و702 ميغا وات.
تعمل هذه المجموعات على مبدأ الدارة المركبة أي أنه يتم الاستفادة من غازات الاحتراق المنطلقة من عوادم المجموعات الغازية والتي تصل درجة حرارتها حتى 550 درجة مئوية
في توليد البخار عن طريق مراجل مبادلات حرارية.
بلغ عدد العاملين في الشركة 504 عاملاً وعاملة وقد تم تدريب كادر وطني لإجراء عمليات الصيانة الدورية.
ويستفيد العمال في الشركة من 182 شقة سكنية بأجور رمزية - روضة أطفال - مدرسة ابتدائية - مستوصف صحي - مخزن استهلاكي النقل من وإلى حمص مجاناً - اللباس - الغذاء - الحوافز الإنتاجية - المكافآت التشجيعية.